# Fahrland
Fahrland è un quartiere della città tedesca di Potsdam.

## Storia
Il 26 ottobre 2003, nell'ambito della riforma territoriale del Brandeburgo, il comune di Fahrland fu soppresso e aggregato alla città di Potsdam.

## Monumenti e luoghi d’interesse
Chiesa (Dorfkirche)Edificio di origine tardo-medievale, completamente rinnovato nel XVIII secolo.
Mulino a ventoCostruito nel 1758 e restaurato nel 1973.